# Домовой у лавочника
«Домовой у лавочника» (дат. Nissen hos Spekhøkeren) — сказка, опубликованная в 1852 году датским писателем Хансом Кристианом Андерсеном, о домовом (ниссе), который должен выбирать между поэзией и рождественской кашей из лавки торговца.
Эндрю Лэнг включил «Домового у лавочника» в свою Розовую книгу сказок (1897).
Spekhøkeren означает не просто «лавочник», но и материалист-«филистер». Он использует страницы, вырванные из уникальной книги стихов, для упаковки таких товаров, как сыр. Отсюда и альтернативное название «Домовой и торгаш».

## Краткое содержание
Однажды студент жил на чердаке, в то время как лавочник жил на первом этаже с ниссе, или домовым. Поскольку лавочник угостил ниссе на Рождество тарелкой каши (дат. fad grød) с большим куском масла, он был привязан к лавочнику. Как-то раз студент пришел в лавку купить сыр и свечи; затем он обнаружил, что его сыр завернут в страницу из книги стихов, поэтому он купил книгу вместо сыра и пошутил, что лавочник ничего не знает о поэзии. Домовой, оскорбленный шуткой, использовал магию, чтобы заставить заговорить все вещи в комнате, и все они согласились, что поэзия бесполезна. Домовой пошел рассказать об этом студенту, но он увидел, что студент сидит и читает рваную книгу из лавки. Но как светло было на чердаке! Из книги поднимался ослепительный луч и превращался в ствол могучего, высокого дерева. Оно широко раскинуло над студентом свои ветви. Домовой все время возвращался, чтобы посмотреть в глазок на дерево света, но не мог там остаться, потому что лавочник давал ему кашу с маслом. Однажды, когда случился пожар, ниссе в красной шапочке побежал спасать книгу стихов и вдруг понял, что считает ее величайшим сокровищем в доме. Тем не менее, он решил, что ему придется разрываться между лавочником и студентом, потому что студент не давал рождественской каши (Julegrød).

## Библиографические примечания
Повесть «Nissen hos Spækhøkeren» была впервые опубликована 30 ноября 1852 года и переиздавалась несколько раз при жизни автора.
Английский перевод сказки под названием «Домовой у лавочника» был включён в сборник Эндрю Ланга «Розовая книга сказок» (1897).

## Анализ произведения
Название «Домовой и торгаш», данное миссис Пол, вряд ли можно считать неправильным переводом. Хотя слово spekhøker переводится как «торговец продуктами» или «лавочник», оно также имеет скрытый подтекст, описывая человека, который является меркантильным или прозаичным, филистером, что упускается некоторыми переводчиками с английского языка.
В произведении Андерсен описывал свою собственную жизнь. Его первая публикация, опубликованная за собственные средства, потерпела сокрушительный провал. Издание постигла та же участь, что и книгу стихов в сказке: страницы вырвали, чтобы превратить в обертки от сыра. Когда рассказчик этой истории высказывает мнение, что такое жестокое обращение не должно было произойти с такой замечательной книгой стихов, это означало колкость в адрес критиков, которые не смогли оценить его работу.